# Kanton Le Mas-d'Agenais
Kanton Le Mas-d'Agenais (francouzsky Canton du Mas-d'Agenais) je francouzský kanton v departementu Lot-et-Garonne v regionu Akvitánie. Tvoří ho devět obcí.

## Obce kantonu
- Calonges
- Caumont-sur-Garonne
- Fourques-sur-Garonne
- Lagruère
- Le Mas-d'Agenais
- Sainte-Marthe
- Samazan
- Sénestis
- Villeton